# Tuboly család

A tubolyszeghi Tuboly család címere

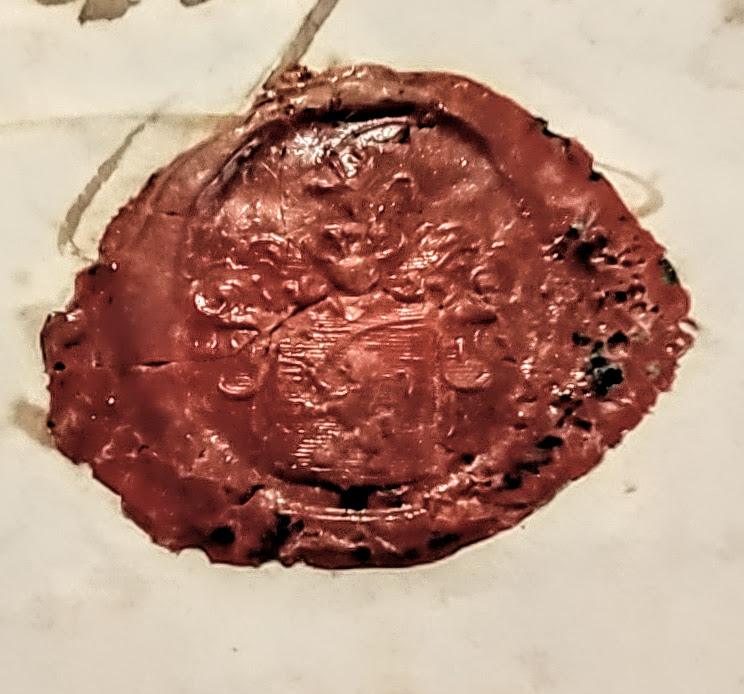
A tubolyszeghi Tuboly család pecsétje

A tubolyszeghi Tuboly család egy Zala megyei nemesi származású család, amely később Vas és Somogy megyékbe is elszármazott.

## A család története
Egyes források szerint[pontosabban?] a család az ősi Tubul nemzetségből származik.[forrás?] Nemességét a török kor utáni nemességvizsgálatok során, 1728-ban a család egy II. Lajos királytól származó adománylevéllel bizonyította, mely 1519-ben kelt. Tubolyszeg település a mai Csonkahegyhát területén feküdt, de elnéptelenedett, lakói Csonkahegyhátra költöztek; ma már csak dűlőnevek őrzik az emlékét, a család innen vette előnevét.

## A család jelentősebb tagjai
- Tuboly Erzsébet "Liza" (1793–1819), magyar költőnő, írónő, műdalíró, a Göcseji Helikon irodalmi körnek a tagja, a "Nagylengyeli Gratiák" egyike. A Még azt mondják, nem illik műdalból folklorizálódott magyar népdal szerzője, Tuboly László főszolgabírónak a lánya.
- Tuboly Mihály (1719–1784) főszolgabíró, táblabíró, földbirtokos.
- Tuboly László (1756–1828) jogász, főszolgabíró, táblabíró, költő, földbirtokos, szabadkőműves, nyelvújító.
- Tuboly Mihály (1798–1872) Zala vármegye főjegyzője, táblabíró, földbirtokos.
- Tuboly Rozália (1791–1872), magyar költőnő, írónő, műdalíró, a Göcseji Helikon irodalmi körnek a tagja, a "Nagylengyeli Gratiák" egyike. Tuboly László főszolgabírónak a lánya.
- Tuboly Viktor (1833–1902) ügyvéd, költő, író, Zala vármegye másodaljegyzője, alszolgabíró, földbirtokos.
- Tuboly Lajos (1874–1936) főszolgabíró, földbirtokos